# Café con leche cósmico
Café con leche cósmico (del inglés cosmic latte) es el nombre asignado por un equipo de astrónomos de la Universidad Johns Hopkins al color promedio del universo. Tiene un tono intermedio entre el  color crema y el blanco.

## Descubrimiento del color
En 2001, Karl Glazebrook e Ivan Baldry determinaron que el color del universo era un verde aturquesado, pero al año siguiente corrigieron su análisis en un artículo científico en el que reportaron que la síntesis del color de todas las luces en el universo daba como resultado un blanco ligeramente beis. Dicha síntesis incluía a más de 200 000 galaxias, y medía el rango espectral de la luz proveniente de un gran volumen del universo.

El estudio original (incorrecto) describía al color del universo como un «turquesa cósmico», debido a un error en el modo en que el software utilizado calculaba las sombras.

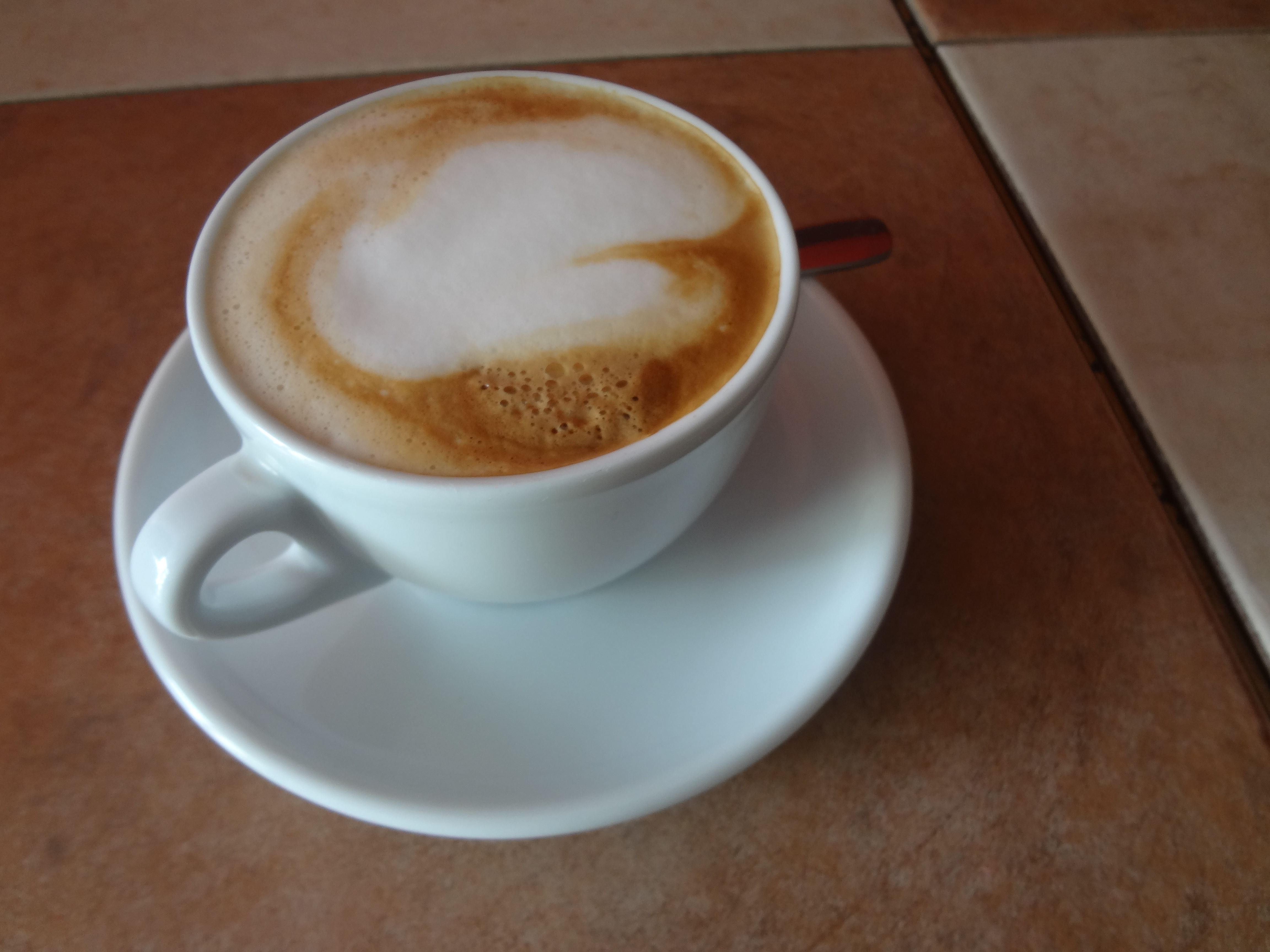
A Drum se le ocurrió el nombre mientras estaba sentado en una cafetería bebiendo un café con leche y leyendo el artículo; notó que el color mostrado en el artículo era el mismo que el de su café con leche.

Sin embargo, el objetivo central del estudio no fue encontrar el «color del universo», sino realizar un análisis espectral de diferentes galaxias para estudiar la formación de las estrellas. Al igual que las líneas de Fraunhofer, las líneas oscuras en los rangos espectrales del estudio muestran las estrellas más antiguas y más jóvenes, lo que permitió a Glazebrook y Baldry determinar la edad de diferentes galaxias y sistemas estelares. Lo que el estudio reveló es que una abrumadora mayoría de estrellas se formó hace unos cinco mil millones de años. Debido a que estas estrellas habrían sido «más brillantes» en el pasado, el color del universo cambia con el tiempo pasando de azul a rojo a medida que más estrellas azules cambian a gigantes amarillas y finalmente rojas.
A medida que la luz de galaxias distantes llega a la Tierra, el «color del universo» promedio (visto desde la Tierra) tiende hacia el blanco puro, debido a la luz proveniente de las estrellas cuando eran mucho más jóvenes y azules.

### Nombre del color
El color corregido se publicó inicialmente en el sitio web de Johns Hopkins News y se actualizó en el anuncio inicial del equipo. Múltiples medios de comunicación, incluidos NPR y BBC, mostraron el color en sus historias y algunos transmitieron la solicitud de Glazebrook en el anuncio pidiendo sugerencias de nombres, agregando en broma que todos eran bienvenidos siempre que no fueran «beis».
Estos fueron los resultados de una votación de los astrónomos de la Universidad Johns Hopkins involucrados en función del nuevo color:
| Nombre del color                           | Nombre original                             | Autor(es)              | Número de votos de los astrónomos de UJH |
| ------------------------------------------ | ------------------------------------------- | ---------------------- | ---------------------------------------- |
| Café con leche cósmico Lácteo cósmico      | Cosmic Latte Cosmic Latteo                  | Peter Drum y Rees Bear | 6                                        |
| Capuchino cósmico                          | Cappuccino Cosmico                          | Peter Drum             | 17                                       |
| Ante big bang Rubor big bang Beis big bang | Big Bang Buff Big Bang Blush Big Bang Beige | Muchos participantes   | 13                                       |
| Crema cósmica                              | Cosmic Cream                                | Varios participantes   | 8                                        |
| Verde astrónomo                            | Astronomer Green                            | Desconocido            | 8                                        |
| Almendra astronómico                       | Astronomical Almond                         | Lisa Rose              | 7                                        |
| Marfilmamento                              | Skyvory                                     | Michael Howard         | 7                                        |
| Univeis                                    | Univeige                                    | Varios participantes   | 6                                        |
| Caqui cósmico                              | Cosmic Khaki                                | Desconocido            | 5                                        |
| Sopa de almejas primigenia                 | Primordial Clam Chowder                     | Desconocido            | 4                                        |

A pesar de que la sugerencia de «capuchino cósmico» de Drum recibió el mayor número de votos, Glazebrook y Baldry eligieron la otra sugerencia de Drum («café con leche cósmico»); debido a una similitud semántina con el nombre de nuestra galaxia «Vía Láctea». También afirmaron estar «sesgados por la cafeína».